# 고창근
고창근(1950년 5월 7일 ~ )은 대한민국의 아나운서이다. 서울특별시 출생인 그는 1977년 MBC 아나운서로 입사했다.

## 경력
- 1977년 3월 MBC 문화방송 아나운서 입사
- 1997년 ~ 2000년 MBC 아나운서국 아나운서2부 부장
- 2000년 ~ 2001년 MBC 아나운서국 위원
- 2001년 ~ 2003년 MBC 아나운서국 국장
- 2003년 ~ 2005년 청주 MBC 사장
- 2005년 ~ MBC ESPN 야구중계 캐스터

## 학력
- 배재고등학교 졸업
- 고려대학교 교육학 학사

## 출연작
- 푸른신호등 (MBC)
- 노래하는 중계차 (MBC)
- 우리춤 우리가락 (MBC)
- 내고향 큰잔치 (MBC)
- 우리 가족 만세 (MBC)
- 카운트다운 서울 (MBC)
- 인생은 60부터 (MBC)
- 스포츠 하이라이트 (MBC)
- MBC 스포츠뉴스 (MBC)